# 孙孚凌
孙孚凌（1921年9月17日—2018年5月18日），汉族，浙江绍兴人，中华人民共和国政治人物，原副国级领导人。中国民主建国会会员，第八届、第九届全国政协副主席。

## 生平

### 早年生涯
1931年九一八事变前，孙孚凌到中国东北读书，亲身经历了九一八事变，还挨过日本教师的打。后来，孙孚凌的祖父举家迁居北平，13岁的孙孚凌离家赴天津南开中学学习。在南开中学期间，孙孚凌参加过爱国学生运动。1935年12月，一二·九运动爆发，14岁的孙孚凌在郑怀之等同学的带领下参加此次运动，孙孚凌在天津南开中学范孙楼后面油印传单，随郑怀之、王刚等人到天津西车站拦截火车赴南京请愿要求抗日。1936年夏，孙孚凌和大哥哥们到天津附近的杨柳青从事抗日宣传活动。但当时孙孚凌并未参加任何进步学生组织。
1938年至1940年，孙孚凌先后在北平燕京大学物理系、西南联合大学数学系学习。1940年至1941年，任滇缅公路局昆明西站职员。1941年至1945年，先后在成都光华大学政治经济系、成都华西大学经济系学习。1945年自成都华西大学经济系毕业。1945年至1948年，历任重庆天府煤矿营运处办事员，国民政府行政院善后救济总署冀热平津分署办事员、科员、专员。1948年，出任淮南煤矿矿路公司下关煤厂课员。
抗日战争胜利后，孙孚凌曾两次挨打，对孙孚凌选择人生道路发生了重要影响。一次是在福兴面粉厂，孙孚凌遭到小特务敲诈并挨打，面粉厂的工人们群情激愤，孙孚凌拦住了工人们，避免了事态扩大。另一次在天津，孙孚凌和内弟在路上行走，遇到两个美国兵正在调戏中国姑娘，孙孚凌上前制止，遭美国兵殴打。在场的全部中国人，包括孙孚凌的内弟在内，都不敢上前搭救。孙孚凌对此十分气愤。因此，1947年孙孚凌的父亲孙英坡让孙孚凌赴美国留学，被孙孚凌拒绝。

### 工商业者代表
1948年冬，正在淮南煤矿营运处工作的孙孚凌被时任北平福兴面粉厂厂长的父亲孙英坡叫回北平，以便接手福兴面粉厂，准备南迁，以免工厂落入中国共产党手中。1948年12月8日，孙孚凌抵达北平。此后，孙孚凌接手北平福兴面粉厂，担任该厂经理。孙孚凌没有按照其父亲的意愿，将福兴面粉厂南迁，反而率该厂留在了北平，迎接北平和平解放。当时，孙孚凌的心态很复杂：
现在思考这一段经历，我是既心怀对美国占领者的仇恨，也对国民党的腐败痛恨不已，没有跟随国民党跑台湾的念头。这样，既不去美国，又不去台湾，所以我是无路可走才回来的。应了当时流行于社会的一句话：此处不留爷，自有留爷处；处处不留爷，爷去投八路。在学校时，我思想靠近进步青年，与郑怀之、王刚、邢方群、邓裕民等交往密切，他们有正义感，人品好，而国民党特务总是盯着他们不放，我猜想他们一定是共产党。这样的人治理国家，中国一定有希望。从我的思想上看，虽然还有“共产主义不一定适合中国”的想法，但已经有了进步的思想基础。此后逐步成了工商业者。我的路就是这么走过来的。毛泽东在《中国社会各阶级的分析》中对民族资产阶级的分析是：一手反对国民党，一手反对共产主义。我以为非常精辟。就上个世纪40年代末的情况来看，工商业者中少数有条件的跑了，而多数在那种不得已的形势之下，也欢迎共产党领导的革命。
1948年回到北平后，孙孚凌找到了老同学、中国共产党党员郑怀之，由此开始同中共北平市委有了联系。孙孚凌在1930年代就获悉郑怀之是中共党员，但孙孚凌未确认过。此次回到北平后，郑怀之向孙孚凌亮明中共党员的身份，郑怀之表示其正在统战部门工作，上级领导为崔月犁。由此，孙孚凌和崔月犁有了工作关系，孙孚凌加入了职业青年联盟（中国共青团的外围组织，该联盟中有许立群、张雪岩等人，该联盟是后来的青年联合会的前身）。
国共北平和谈，国民政府方面的和谈代表邵力子抵达北平后，孙孚凌即去探望。邵力子是孙孚凌的伯父孙越崎（时任中华民国经济部部长、资源委员会主任委员）的老师，也是孙孚凌的证婚人。从邵力子的随员张月超的谈话中，孙孚凌得到如下信息：“国民党不想和平，停战的可能性不大。”孙孚凌乃将该信息转告郑怀之，郑怀之向中共党组织做了汇报。后来据郑怀之称，该信息当夜便转至中共中央副主席周恩来处。后来，郑怀之又催孙孚凌去打听消息，但孙孚凌既不懂如何打听消息，又因自己是无党派人士而不愿去打听。崔月犁便叫郑怀之转告孙孚凌，对中国国民党不要存在幻想。1949年11月，孙越崎率资源委员会投向新政权后，自香港回到北京，来到孙孚凌家，崔月犁来看望孙孚凌，并同孙越崎见面，使孙越崎增进了对中国共产党的了解。
北平和平解放初期，孙孚凌与中共北京市委的领导彭真、刘仁有过接触。其间，孙孚凌等社会各界代表实际上是在刘仁的直接领导下，但见刘仁的次数并不多，刘仁总是通过统战部及各部门传达有关政策。 
1949年3月起，中国人民解放军北平市军事管制委员会连续多次召开北平市各界人民代表协商座谈会，当时已接掌福兴面粉厂的孙孚凌作为工商界人士也应邀与会。会议地点在台基厂的原德国驻华大使馆内。与会者有彭真、叶剑英、聂荣臻、刘仁、吴晗、李乐光、李续刚；民主人士雷洁琼、钱端升；工商界人士浦洁修、刘一峰、陈荫堂、王向辰等，共有四、五十人。会上，孙孚凌直言不讳地代表工商业者提出意见，受到彭真肯定。
1949年7月，孙孚凌加入中国民主建国会。1949年8月9日，“北平市各界代表会议”在中山公园中山堂召开，25个界别的332名代表出席会议。孙孚凌作为工商界代表与会，并当选为协议委员会委员。1949年11月，北平市各界代表会议更名为“北京市各界人民代表会议”，由协议委员会更名而来的协商委员会是北京市各界人民代表会议的常设机构，孙孚凌当选为副秘书长，参加会务工作。1949年9月，孙孚凌还代表北平市旁听了在中南海怀仁堂举行中国人民政治协商会议第一届全体会议。
中华人民共和国成立后，孙孚凌担任了北京市政治协商会议副秘书长、保卫世界和平理事会副秘书长、中苏友好协会副秘书长。在抗美援朝战争中，孙孚凌先后两次参加志愿军慰问团。一次是1950年底，抗美援朝战争开始后不久，一批中国人民志愿军伤病员撤往中国东北各大医院，孙孚凌作为保卫世界和平理事会副秘书长参加慰问，慰问团团长李德全（冯玉祥遗孀）、副团长吴晗（时任全国青联副主席）、魏传统（时任军委总政秘书长）。此次慰问未公开。另一次是参加第三次赴朝鲜慰问团，团长贺龙，团员有梅兰芳、马连良、吴晗等人。1953年，全国青联副秘书长孙孚凌随中国青年代表团赴罗马尼亚参加世界青年代表大会及世界青年联欢节。

### 五反运动
福兴面粉厂于1937年创建，由孙英坡独资经营。到1948年时，已扩展为八部制粉机，87名职工，是当时北平规模最大、设备最好的面粉厂，孙英坡也成为有影响的民族资本家。孙英坡当时有六位成年子女，孙孚凌是其次子。1948年冬，中国人民解放军包围北平，孙英坡决定逃往香港，乃召孙孚凌回北平接管福兴面粉厂。后来，孙英坡未能赴香港，而是滞留上海。北平和平解放后，经孙孚凌等人劝说，孙英坡回到北平，任福兴面粉厂董事长，不兼任实职。孙孚凌接手福兴面粉厂后，出任经理，产权仍为孙英坡所有。
孙孚凌接手福兴面粉厂后，委托资方代表人张芷江负责管理（张芷江后来在政治运动中跳楼自杀），委托技师郑春田负责机械工艺。从1949年到1952年的国民经济恢复时期，福兴面粉厂扩建厂房，安装了北平和平解放前已经购置的设备，并得到政府加工订货及贷款扶持，生产迅速恢复并发展。在几年时间内，资方均未分红，而是将大部分利润用于增加职工工资福利及扩大再生产。在纳税、稳定物价、认购公债、发展生产等方面，孙孚凌都在工商界起到带头作用。1950年，抗美援朝开始后，福兴面粉厂捐款16200元，孙孚凌个人捐款2000元。
1952年，中共发动“五反”运动，孙孚凌一面在工商联工作，一面帮父亲孙英坡交代“问题”。但孙孚凌迟迟不能过关，遭到上级派来核查人员的轮番讯问。最终，福兴面粉厂被评为“基本守法户”。直到文化大革命期间，孙孚凌接受劳动改造时，才听职工们聊天得听，自己“五反”运动迟迟不能过关是和仓库里的粮食数量有关。
孙孚凌先后担任了北京市工商联秘书长、副主任委员，北京市民建常委、副主任委员，全国工商联常委、副秘书长，民建中央常委，北京市各界人民代表会议代表、副秘书长，北京市青联副秘书长等职务。

### 公私合营
1953年，毛泽东要求中国共青团中央做工商青年、知识青年等六方面的青年工作。1956年，胡耀邦主持中国共青团中央工作，召集青年工商业者开会，引用毛泽东1954年写下的《浪淘沙·北戴河》教育与会者，要求大家认清形势跟党走。中国私营工商业的社会主义改造运动“公私合营”便在此背景下开始，于1956年达到最高潮。
1953年底，孙孚凌响应中共提出的“一化三改”的号召，和乐松生、常子久等北京市工商界代表人物申请企业公私合营。1953年当时，从罗马尼亚参加世界青年联欢节及世界青年代表大会归国后，孙孚凌找到副经理张芷江，要其说服父亲孙英坡申请公私合营。最终孙英坡被说服，福兴面粉厂提出申请。随后，孙孚凌赴朝鲜参加第三次赴朝慰问团。其间，《人民日报》报道了同仁堂、大有粮店、福兴面粉厂等四家北京私营企业申请公私合营。
1954年12月24日，以公股代表朱革华为首的五人工作组来到福兴面粉厂，孙孚凌及资方代理人张芷江随即举行小型欢迎会，当晚基层工会召开了职工欢迎大会。12月26日召开第一次筹备委员会讨论协议书。12月29日召开第二次筹备委员会，签订公私合营协议书，并讨论清点资产办法。当晚即召开全体职工大会，宣布该厂正式实行公私合营，同时公布了公股、私股的正、副厂长名单：孙孚凌任厂长，公股代表朱革华及资方代理人张芷江任副厂长。福兴面粉厂正式挂上公私合营牌子。孙孚凌一直任福兴面粉厂厂长至1958年。人民政府对工商界的社会主义改造，一是在经济上采取赎买政策，定息收买，一是为工商界人物安排工作。彭真曾称：“所有代表性的人物都不脱离原厂，脱离原单位就没有特点了。”福兴面粉厂公私合营后，孙孚凌留在该厂任职，便是这一政策的体现。
在福兴面粉厂的带动下，其他11家私营面粉厂也在1955年6月至8月间实行了公私合营，实现了北京市面粉业全行业公私合营。1955年8月，成立了北京市公私合营面粉总厂筹备委员会，孙孚凌担任筹备委员会主任。1955年10月17日，正式宣布北京市私营机制面粉业全行业公私合营，并成立北京市公私合营面粉总厂，由孙孚凌担任总厂厂长。
1956年，中国公私合营达到高潮。有人称当时工商界人士“白天敲锣打鼓，晚上抱头痛哭。”孙孚凌回忆说：“但说实话，我到现在还不知道有哪一个人抱头痛哭的。但这句话并不错，如果不是这种思想，怎么能说他有两面性呢？工商界既有接受社会主义改造的一面，又有强烈发展资本主义的反动性。我那时也有失落感，但没有哭过。”
1956年1月14日晚，孙孚凌在位于珠市口的北京市工商联大楼内，通过电话向各行业的企业催问公私合营企业数量。1956年1月15日早上临时写报喜书。当天在天安门城楼及广场上举行了北京各界“庆祝社会主义改造胜利联欢大会”，乐松生代表北京市工商界在天安门城楼上向毛泽东主席呈送了北京市工商界公私合营的报喜书。
1956年，孙孚凌、王光英、陈铭珊三人参加了工商青年积极分子大会，在中南海怀仁堂东厅受到毛泽东接见。毛泽东问：“开这个会做什么？”孙孚凌当时一时不知如何回答，便急中生智说：“我们要进入社会主义。”当时，中共进行工商界社会主义改造，并做工商界家属及工商青年工作。北京市工商联成立家属委员会，原在中国民主促进会当干部的孙孚凌的妻子黄织，遂被崔月犁调到工商联从事家属工作。 

### 从反右到文革
1957年，在反右运动中，崔月犁看到报纸小样，便要求报社不要将孙孚凌和另外一人的名字写上。当时如果报纸刊登出来，孙孚凌必然会被打成右派。1957年反右运动中，政治气氛十分紧张，孙孚凌受到极大刺激，患上严重的神经官能症。组织上让孙孚凌休养。崔月犁对孙孚凌说：“好好休息一下，脑筋轻松一些，不要太紧张，有些资本主义的东西就让它暂时放在脑子里好了。”还说：“人，生下来不容易，死也不容易，好好养病。”1958年，孙孚凌被任命为北京市服务事业管理局局长。
1966年文化大革命爆发。1967年，孙孚凌被分配到面粉五厂（即原福兴面粉厂）劳改，此后直到1973年接受了六年劳改。1973年某日，国务院总理周恩来总理委托邓颖超组织民主人士参观，其中正式通知孙孚凌参加。参观之后，孙孚凌便没有再回面粉五厂，正式结束了劳改生活。

### 改革开放
文化大革命结束后，工商界摘掉了政治帽子。1979年12月，孙孚凌当选为北京市政协副主席，并任北京市对外贸易局副局长。后来他还出任了民建北京市副主任委员。从1980年至1997年，孙孚凌历任北京市工商联第六至九届会员代表大会主任委员。任内，北京市工商联与中共北京市委（由王纯主抓该工作）合作，为文革后上山下乡的回城待业青年安排工作，北京市共安排了30多万人就业。孙孚凌任内还主持北京市工商联与北京市民建合作，创建了北京工商学校、北京工商中专。北京市工商联还于1994年与北京市广渠门中学首倡兴办了“宏志班”，为贫困家庭子女提供教育便利，北京市工商联主委孙孚凌亲临开班仪式。
1983年4月至1988年1月，孙孚凌任北京市人民政府副市长，主管财贸工作。任内，1986年，北京市西郊学生兴起学潮，北京市民排队争购煤气罐及粮食，孙孚凌提出“不要惜售”，敞开供应，使粮食抢购局面得以缓解。孙孚凌在任内还主抓了物价检查、解决学生伙食、解决学校供暖等工作。
1983年11月，孙孚凌當選為中华全国工商业联合会執委會副主席。后来又成为常务副主席。1983年3月至1988年1月，任北京市第六届政协副主席。1988年1月至1993年2月，任北京市第七届政协副主席。1993年2月至1998年1月，任北京市第八届政协副主席。
1993年3月，孙孚凌当选为第八届全国政协副主席，成为党和国家领导人。1993年8月，当选为第九届北京市工商联主委。1993年10月，获推选为中华全国工商业联合会第七届执委会名誉副主席。1996年1月起，担任中华全国工商业联合会烘焙业公会名誉会长。1997年6月，当选为北京市工商联第十届名誉会长。1997年11月，当选为中华全国工商业联合会第八届名誉副主席。1998年3月至2003年3月，任第九届全国政协副主席。此后，82岁的孙浮凌退出领导岗位。
2018年5月18日13时56分，孙孚凌因病在北京逝世，享年97岁。

### 争议
朱令铊中毒事件谜团重重。《三联生活周刊》2013年5月20日 总第735期《一桩疑案的公共原则：朱令案延伸的18年追问》《疑案之疑：朱令案的证据、责任与嫌疑人》的报道指出，“孙维的父亲孙大武为民革中央委员，母亲为医生。祖父孙越崎曾任中国国民党革命委员会名誉主席、中国和平统一促进会会长、全国政协委员、煤炭工业部原顾问。其堂伯父孙孚凌历任北京市政协副主席、北京市副市长、中华全国工商业联合会副主席和常务副主席、全国政协副主席。孙维知道，人们怀疑她的高干背景直接干预了司法公正。他们相信，破不了的案子背后一定藏着一个黑幕。”
孙孚凌是第二至五届全国政协委员，第六届、七届全国政协常委。

## 家庭
- 祖父：孙延昌（字燕堂），孙越崎是长子，孙英坡是次子。
- 父亲：孙英坡，1948年时有6位成年子女，孙孚凌为次子。[3]
- 伯父：孙越崎[9]
- 兄长：孙常龄，孙英坡长子。[10]
- 妻子：黄织[3]
- 女儿：孙允文，中国音乐学院教师。[11]
- 堂侄女：孙维，清华大学学生。[12]